# Tjerni Osăm (distrikt)
Tjerni Osăm (bulgariska: Черни Осъм) är ett distrikt i Bulgarien.   Det ligger i kommunen Obsjtina Trojan och regionen Lovetj, i den centrala delen av landet, 120 km öster om huvudstaden Sofia.